# Swanton Abbott
Swanton Abbott è un villaggio e parrocchia civile dell'Inghilterra, appartenente alla contea del Norfolk.